# Diacetil reduktaza (formira (S)-acetoin)
Diacetil reduktaza (formira-acetoin) (EC 1.1.1.304, (S)-acetoinska dehidrogenaza) je enzim sa sistematskim imenom (S)-acetoin:NAD+ oksidoreduktaza. Ovaj enzim katalizuje sledeću hemijsku reakciju
()-acetoin + NAD+ {\displaystyle \rightleftharpoons } diacetil + NADH + H+
Ova reakcija je katalizovana u reverznom smeru. Ta aktivnost je obično vezana za dejstvo butandiolne dehidrogenaze (EC 1.1.1.4 ili EC 1.1.1.76). Dok je dejstvo butandiolne dehidrogenaze reverzibilno, dejstvo diacetil reduktaze je ireverzibilno. Ovaj enzim je izražen u Geobacillus steardrugemophilus, Enterobacter aerogenes i Klebsiella pneumoniae.

## Literatura
- Nicholas C. Price; Lewis Stevens (1999). Fundamentals of Enzymology: The Cell and Molecular Biology of Catalytic Proteins (Third изд.). USA: Oxford University Press. ISBN 019850229X.
- Eric J. Toone (2006). Advances in Enzymology and Related Areas of Molecular Biology, Protein Evolution (Volume 75 изд.). Wiley-Interscience. ISBN 0471205036.
- Branden C; Tooze J. Introduction to Protein Structure. New York, NY: Garland Publishing. ISBN 0-8153-2305-0.
- Irwin H. Segel. Enzyme Kinetics: Behavior and Analysis of Rapid Equilibrium and Steady-State Enzyme Systems (Book 44 изд.). Wiley Classics Library. ISBN 0471303097.

## Spoljašnje veze
- Diacetyl+reductase+((S)-acetoin+forming) на 